# Лом-Черковна
Лом-Черко́вна (болг. Лом Черковна) — село в Русенській області Болгарії. Входить до складу общини Бяла.

## Населення
За даними перепису населення 2011 року у селі проживали 395 осіб.
Національний склад населення села:
| Національність   | Кількість осіб | Відсоток |
| ---------------- | -------------- | -------- |
| болгари          | 237            | 69,7%    |
| турки            | 62             | 18,2%    |
| цигани           | 30             | 8,8%     |
| інша             | 0              | 0%       |
| не визначились   | 11             | 3,2%     |
| Всього відповіли | 340            |          |

Розподіл населення за віком у 2011 році:
Динаміка населення: